# Delta receptor
Delta receptor (DOR) je inhibiční 7-transmembránový receptor spřažený s G proteinem spojený konkrétně s G proteinem Gi/G0, který  má enkefaliny jako endogenní ligandy.  U člověka je delta receptor velmi silně exprimován v bazálních gangliích a mozkové kůře.

## Funkce
Endogenní systém delta receptorů je dobře známý pro svůj analgetický potenciál; přesná role delta receptorů je nicméně stále předmětem diskusí. Do značné míry to také závisí na modelu a aktivitě receptoru a ta se mění druh od druhu. Aktivace delta receptorů vyvolává analgezii.

### Agonisté

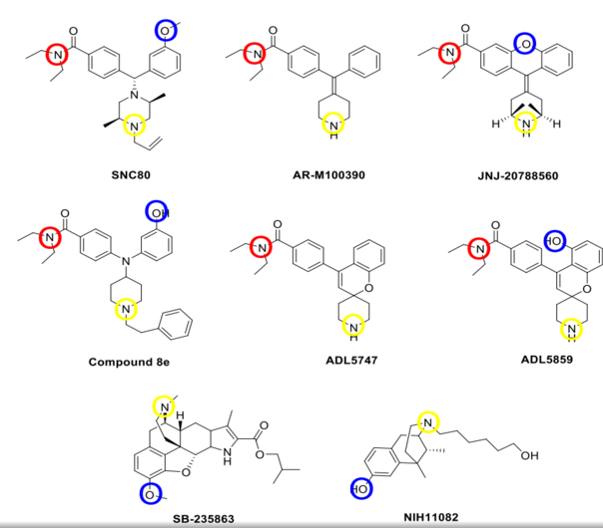
Selektivní delta opioidní ligandy. Modrá představuje společné fenolické látky, žlutá základní dusík, a červené diethylamidovou skupinu,.